# Pomorje

Principados de Pomorje en la Alta Edad Media.

Pomorje (en serbio: Поморје), también conocido como las Tierras de Pomorje (en serbio: Поморске земље, romanizado: Pomorske zemlje), es un término medieval, utilizado para designar varias regiones marítimas de la Alta Dalmacia y su interior, que a finales del siglo XII, durante el reinado de Esteban Nemanja (1166-1196), pasó a formar parte del Gran Principado de Serbia, y siguió formando parte del Reino medieval de Serbia, cuyos gobernantes recibieron el título: «rey y autócrata coronado de todas las tierras serbias y costeras».
El término Pomorje (o Primorje) significa literalmente: costa (litoral). En la actualidad, las regiones de la Pomorje medieval pertenecen a los países actuales de Montenegro, Bosnia y Herzegovina y Croacia.